# Lohilahti
Lohilahti är en vik i Finland. Lohilahti är en del av sjön Yli-Kitka. Den ligger i Posio i landskapet Lappland, i den nordöstra delen av landet, 700 km norr om huvudstaden Helsingfors.